# San José de Mayo
San José de Mayo is een stad in Uruguay. De stad is de hoofdstad van het departement San José en telt ongeveer 36.700 inwoners.
De stad is sinds 1955 de zetel van een rooms-katholiek bisdom.

## Geboren
- José Hermes Moreira (1958), voetballer